# 个体为本模型
代理人基模型（agent-based model，ABM） , 又称多智能体系統（multi-agent system, MAS），若智能体具有异质性，则称为异质智能体模型（heterogeneous agent model, HAM） ，是一种用来模拟具有自主意识的智能体（独立个体或共同群体，例如组织、团队）的行动和相互作用的计算模型，通过图像展示评估智能体在系统整体中的作用。它综合了一些其他思想，比如博弈论、复杂系统、涌现、计算社会学、多智能体系统和演化計算。采用蒙特卡洛方法产生随机性。
基于多智能体模型是一个微观模型，通过模拟多个智能体的同时行动和相互作用以再现和预测复杂现象。这个过程是从低（微观）层次到高（宏观）层次的涌现。 因此，这个模型的关键就是简单的行为规则能够产生复杂的行为结果，这便是被建模领域广泛采纳的KISS原则（Keep it simple，stupid），另一个原则是整体大于部分的总和。一般而言，独立个体是有限理性的，假设他们为个人的利益而行动，例如繁殖、积极利益或者社会地位 ，并且只能通过试探性的或简单的决策规则进行决策。基于智能体模型的个体可能经历学习，适应和再生产的过程。
绝大多数的基于智能体模型包括：（1）大量通过各种指标（个体粒度）区分的智能体；（2）试探性决策方式；（3）学习规则或适应过程；（4）一个交流拓扑网络和（5）一个非智能体的环境。ABM主要应用于计算机仿真，一般通过专门的软件或者ABM工具包，同时这些软件也能用于测验个体行为的改变如何影响系统整体行为结果的涌现。

## 發展歷史
代理人基建模的想法在1940年代末期是一個相對簡單的概念。直到20世紀90年代才逐漸成為普遍的方法，因為它需要大量密集的計算程序。
歷史可以追溯到馮·諾伊曼機(von Neumann machine)，自動複製理論機器。該機器遵循精確詳細指令產生本身的副本。這個概念再由馮·諾伊曼的朋友斯塔尼斯拉夫·烏拉姆（也称 斯坦尼斯瓦夫·乌拉姆）改良，他也是一個數學家; 烏拉姆建議機建造在紙面上，如同網格上的細胞集合。馮·諾依曼對此想法很感興趣，依此創造了第一個細胞自動機(cellular automata)。另一項進展是由數學家介紹約翰·康威(John Conway)。他修建了著名的生命遊戲(Game of Life)。與馮·諾依曼的機器，康威的生命遊戲以簡單的規則，在二維的棋盤形式運行虛擬世界。
概念上最早的ABM是托馬斯·謝林的分隔模型 (Thomas Schelling's segregation model)，在他的論文「分隔的動態模型」，最初，在1971年雖然沒有使用電腦，謝林使用硬幣和圖紙，其模型體現了自主代理人在二維環境中互動、產生的突現結果，也就是ABM基本概念。
在80年代初期，羅伯特·阿克塞爾羅德(Robert Axelrod)舉辦一場囚徒困境的競賽策略，並讓這些策略以代理人基于的形式進行互動，以產生勝利者。阿克塞爾羅德持續發展許多ABM，觀察從政治學領域的種族中心主義(ethnocentrism)到文化傳播的現象。
到1980年代後期，克雷格·雷諾茲(Craig Reynolds)發展的一些鳥群模型(flocking models)，最早的生物ABM模式蘊含一些社會特徵。他試圖建構真實生物代理人，現實克里斯托弗·蘭頓所稱的人工生命(artificial life)。
與此同時，在80年代，社會科學家、數學家、運籌學家等研究者和其他學科的人員，發展了計算與數學組織理論(Computational and methematical organization theory)。這個領域發展成管理科學研究所(The institute of management sciences)及其他社團，美國的運籌學會(Operations research society of America)等共同興趣的組織。
90年代是特別值得注意的是ABM在社會科學中的擴張，其中由約書亞·愛波斯坦(Joshua Epstein)和羅伯特·艾克斯蒂爾(Robert Axtell)致力發展的大規模ABM，大糖帝國(Sugarscape)，最為人注目。他們模擬和探索的社會現象中的角色，如季節性遷徙、污染、繁殖、戰爭和疾病傳播，甚至文化的傳播。其他著名的發展包括卡內基·梅隆大學的凱瑟琳·卡利(Kathleen Carley)的 ABM，探索社交網絡和文化的共同演化(co-evolution)。在90年代期間，奈傑爾·吉爾伯特(Nigel Gilbert)發表了關於社會模擬的第一本教科書：Social Simulation: Simulation for the social scientist (1999) ，且創立模擬與社會科學期刊：the Journal of Artificial Societies and Social Simulation (JASSS)。除了JASSS，ABM相關的期刊還有SpringerOpen的Journal Complex Adaptive Systems Modeling。
90年代中期，ABM社會科學這一脈研究開始關注，有效團隊的設計、瞭解組織效率所需要的溝通和社交網路行為等問題。 Computational and Mathematical Organization Theory (CMOT) 後來改名為 Computational Analysis of Social and Organization Systems 社會與組織系統的計算分析(CASOS) 以收錄更多的代理人基建模研究。Samuelson (2000) 作了相當好的概述，Samuelson (2005) 以及 Samuelson and Macal (2006) 持續追踪後來的發展。
90年代末期，The Institute of Management Sciences (TIMS)和Operations Research Society of America (ORSA)合併形成Institute for Operations Research and the Management Sciences (INFORMS)，一年召開一次會議，有助於鞭策CMOT，形成 North American Association for Computational Social and Organizational Sciences (NAACSOS)。凱瑟琳·卡利(Kathleen Carley)是主要貢獻者，尤其是社會網路的模型，年會獲得美國國科會資助並擔任NAACSOS的第一任主席。後續由芝加哥大學和阿貢國家實驗室的David Sallach，再由埃默里大學的Michael Prietula擔任。大約在同一時間，European Social Simulation Association (ESSA)和Pacific Asian Association for Agent-Based Approach in Social Systems Science (PAAA) 相繼成立。這三個組織的國際合作形成World Congress on Social Simulation (WCSS)，兩年舉辦一次，2012年在台北舉辦。

## 理論基礎
大多數的計算模型描述系統均衡或不同均衡之間移動。代理人基建模，使用簡單的規則，但可能會導致不同種類的複雜而有趣的行為。三個圍繞ABM的核心觀念是物件(objects)、突現(emergence)和複雜性(complexity)。ABM由基於法則的代理人動態互動。系統在它們相互作用下可產生真實世界般複雜性。通常代理人處在空間和時間中，駐留在網路或網格裡。代理人和他們的反應行為皆以計算機程序的形式編碼。在某些情況 下，雖然不總是，代理人可視為有智慧和有目的。在生態ABM (IBM)，代理人可以是，例如，森林中樹木，並無智慧，但它們可能在優化水資源存取上是有「目的」的。建模過程是最好如同歸納法(inductive)般的描述。建模者根據眼前的局勢設定相關的假設，然後觀察代理人互動後的現象。有時這結果是一個均衡。有時是新興的形態。但有時，它是難以理解的亂象。
在某些方面，ABM成為傳統分析方法的互補。分析方法可讓人們補捉系統均衡，而ABM允許產生均衡的可能性。此貢獻可能是代理人基建模主要的潛在優勢。ABM可以解釋高階模式的突現。例如，恐怖組織的網路結構和網際網路、塞車、戰爭、股市崩盤、社會分隔的持續等規模的冪律分配。ABM也被用於識別時點，其為不同干預時間點具有不同的後果，以及區分路徑依賴類型。
相較於著重穩定狀態，很多模型考慮系統的穩健性是複雜系統在內部和外部的壓力下，還能維持其功能的適應能力。欲跨越此複雜的任務，需要大量代理人本身的特性－包括多樣性、連結性和互動的程度。
最近在複雜適應性系統的建模與模擬的研究已經顯示，結合ABM和基於網路的複雜模型(complex network based models)的必要性。四個開發複雜自適應系統模型的層級的案例研究：1. 複雜網絡建模層等級:使用各種系統組件的互動數據開發的模型。2. 探索代理人基建模層級:開發ABMs，以評估進一步研究的可行性。可用於開發驗證概念模型，如研究補助的申請，不需要大量研究人員的學習曲線。3. 敘述性代理人基建模(DREAM): 利用樣板和複雜網路模型開發敘述性ABM。建立DREAM模型允許跨學科模型比較。4. 驗證代理人基建模: 開發虛擬重疊多元代理人系統(virtual overlay multiagent system)以正規方式驗證和確認模型。其他DREAM方法包括程式碼樣板和文本(text-based)方法，如ODD(Overview, Design concepts, and Design Details) 協議。環境的角色，代理人生活的場所，包含宏觀和微觀，在代理人基建模和模擬中，亦是重要的因素。簡單的環境能提供簡單代理人，但複雜的環境將產生多樣化的行為。

## 應用領域
生物學 ABM已經廣泛使用在生物學，從分析疫情到軍事應用，如疫情傳播(spread of epidemics)、生物戰爭(biowarfare)威脅的評估。生物學和人類學應用亦常有重疊，包括人口動態、植被的生態、古代文明的成長與衰落、種族行為的演化、遷襲、語言選擇動態、認知等。近代還普及到醫學應用，例如，癌症和免疫系統。同時用於開發決策支援系統，例如細胞模型的追踪和治療。ABM逐漸被用於在藥物開發和早期臨床研究的藥理建模(pharmacological systems)，幫助並深入了解過去不可能先驗的生物系統。
商業、科技與網路理論 自90年代中期ABM已被用於解決各種商業和科技問題。例子包括建模組織行為和認知、團隊合作、供應鏈優化、物流、和消費行為建模，包括口碑、社交網絡的影響、分配、人力資源管理和投資組合管理。也被用於分析交通問題。最近，在資訊科學領域(期刊與會議)的影響。ABM已被用來模擬在輔助環境下之信息傳遞。在對等網絡、點對點等自我組織和複雜的網絡，ABM建模和仿真已被證明有效性。利用計算機科學為基礎的規範框架，再加上無線傳感器網絡和ABM的仿真，為進化搜索或算法的優化問題提供了新的研究課題。
經濟學和社會科學 金融危機爆發前後，ABM成為經濟分析的可能工具。ABM假設經濟體不一定能達成均衡，以多元(diverse)、動態(dynamic)和相依(interdependent)行為，例如從眾，的代理人取代「代表性個人」。ABM採取「自下而上」的方法，可以模擬極其複雜多變的經濟。ABM可表現具有非線性的崩潰和榮景性質的不穩定系統。2010年後經濟學家對ABM取代DGSE模型寄以厚望。Farmer and Foley主張ABM能實現凱恩斯的複雜經濟與盧卡斯構建微觀模型的構想。Farmer and Foley指出已使用ABM發展經濟體的一些細部，組合後可構成非常大的模型。通過複雜系統的建模基於三種行為-模仿、反模仿、和無視-可以精細的模擬金融市場。結果說明網絡形態和股價之間的相關性。21世紀之初ABM已經在建築和城市規劃，以設計和模擬人流，評估城市環境。

## 代理人基模型的實作
許多ABM建模軟體是以序列性的馮·諾伊曼計算機結構。這限制了運行速度和這些系統的擴展性。最近的發展則是大量利用圖形處理單元平行算法。1990年後，隨著StarLogo、Swarm、NetLogo、RePast和2000年後的AnyLogic，2007年的GAMA，建模軟體廣泛發展，使ABM應用於各領域。Bonabeau (2002) 曾對ABM建模工作作了當時的調查。

### In-line
1. ↑  Agent-Based Models of Industrial Ecosystems （页面存档备份，存于）. Rutgers University, October 6, 2003.
2. ↑  Agent-based modeling: Methods and techniques for simulating human systems （页面存档备份，存于）. Proceedings of the National Academy of Sciences. May 14, 2002.
3. ↑  Reynolds, Craig W. . ACM. 1987-08  [2024-08-09]. ISBN 978-0-89791-227-3. doi:10.1145/37401.37406. （原始内容存档于2024-07-04） （英语）.
4. ↑  Gilbert, G. Nigel; Troitzsch, Klaus G. .  Repr. Buckingham: Open Univ. Press. 2003. ISBN 978-0-335-19745-3. 缺少或|title=为空 (帮助)

### General
- Axelrod, Robert, , Princeton: Princeton University Press, 1997, ISBN 978-0-691-01567-5

- Bonabeau, Eric, Agent-based modeling: methods and techniques for simulating human systems. Proc. National Academy of Sciences 99(3): 7280-7287, 2002.